# 黄尾镰嘴蜂鸟
黄尾镰嘴蜂鸟（学名：Eutoxeres condamini）是雨燕目蜂鸟科的一种鸟类。

## 特征
黄尾镰嘴蜂鸟体重约10.79克，翼长约68.5毫米，嘴峰长约24.7毫米，喙宽度约3.7毫米，喙厚度约3.1毫米，跗蹠长约7.4毫米，尾长约56.6毫米。黄尾镰嘴蜂鸟在其分布区内为留鸟，其栖息在密集的高大树木组成的森林中，食性为草食性，主要食物来源是植物的花蜜。

## 亚种
- ：分布于安第斯山脉东部（哥伦比亚东南部至秘鲁北部）。
- ：分布于安第斯山脉东部（秘鲁至玻利维亚西北部）。[4]